# France Titres
Pour les articles homonymes, voir ANTS (homonymie).
France Titres, anciennement appelé Agence nationale des titres sécurisés (ANTS), est un établissement public administratif français (EPA) placé sous la tutelle du ministère de l'Intérieur.

## Histoire
L'ANTS est fondée en 2007 par un décret du Premier ministre dans une volonté de réforme, de modernisation et de rationalisation des moyens de l’État. L’agence vise à répondre aux besoins des administrations de l’État en matière de titres sécurisés : certificat d'immatriculation des véhicules, passeport électronique et biométrique, carte nationale d'identité, titre de séjour, visa d'entrée et de séjour en France, feuillet pour l'apposition d'un visa délivré par les autorités françaises compétentes aux titulaires d'un document de voyage non reconnu par la France, titre de voyage délivré aux réfugiés et aux apatrides titulaires d'une carte de résident ou d'une carte de séjour, carte professionnelle des agents de l'État, permis de conduire, permis de conduire les bateaux de plaisance à moteur, titre d'identité et de voyage, carte de frontalier.
Ces titres font l’objet d’une procédure d’édition et de contrôles sécurisée, ils sont fabriqués par l'Imprimerie nationale et envoyés par « lettre expert » (lettre suivie remise contre signature), directement à domicile en ce qui concerne le certificat d'immatriculation et en mairie en ce qui concerne le passeport.
Depuis une décision du ministère de l'Intérieur à la fin de l'année 2006, l'ANTS possède son siège officiel à Charleville-Mézières où elle dispose aussi d'un centre d'appel téléphonique, pour faciliter les différentes démarches administratives des particuliers et professionnels de l'automobile en ce qui concerne les certificats d'immatriculation des véhicules.
L'agence est chargée, en 2010, de la conception du système FAETON de nouveau permis de conduire. Ce projet est finalement abandonné et, du fait d'infractions financières commises, des responsables de l'agence sont condamnés par la Cour de discipline budgétaire et financière en 2016.
Le 28 février 2024, l'ANTS prend le nom de France Titres tout en conservant l'usage de son nom d'origine.

## Tutelle du ministère de l'Intérieur
France Titres est placé sous la tutelle administrative du ministère de l'Intérieur. Cette tutelle est assurée par la mission « délivrance sécurisée des titres ».

### Directions
- Xavier Brunetière nommée le 22 décembre 2014[5],[6]
- Jérôme Letier nommé le 7 juillet 2017[7],[8]
- Anne-Gaëlle Baudouin-Clerc nommée le 2 octobre 2020[9]

## Qualité du service rendu et satisfaction des usagers
En 2017, 60 Millions de consommateurs et RMC signalent publiquement d'énormes retards et ratés : plusieurs centaines de milliers de titres sont en souffrance à cette période.
En 2019, le magazine Auto Moto dressait dans un article un portrait très sombre de l'ANTS.
En février 2020, la Cour des comptes dénonce les défauts rencontrés par le projet de dématérialisation de délivrance des titres sécurisés, mettant notamment en lumière les nombreux problèmes de traitement ainsi que des retards importants dans l’envoi des certificats d’immatriculation. Dans son rapport annuel « Gains de productivité et qualité de services : la dématérialisation de la délivrance de titres par les préfectures », elle indique que le délai moyen de livraison d'une carte grise est de 34 jours, voire de plus de trois mois pour les dossiers les plus complexes.
À la fin de l'année 2020, la Fédération nationale de l'automobile (FNA) saisit le Parlement en raison des lenteurs de l'administration et révèle que la situation se serait aggravée en raison de pandémie de Covid-19, avec un délai de traitement moyen des cartes grises par l'ANTS compris entre 48 et 68 jours.
En janvier 2022, la satisfaction des usagers ne semble pas revenue à la normale, et le service rendu est qualifié de « mauvais » avec une note de 1,1/5 sur plus de 2 100 avis sur le site Trustpilot.
En mars 2022, un certificat d'immatriculation demande trois jours pour être reçu en recommandé, délai considéré comme assez bon[réf. nécessaire].